# Główny księgowy
Główny księgowy – osoba odpowiedzialna za prowadzenie rachunkowości w organizacji. Zazwyczaj główny księgowy jest zwierzchnikiem pozostałych księgowych, a w szczególności księgowych prowadzących rachunkowość finansową (statutową).
W prawie polskim nie występuje wymóg posiadania głównego księgowego przez przedsiębiorstwo. Funkcja ta, historycznie bardzo wysoko umiejscowiona w strukturze zarządzania, traci coraz bardziej na znaczeniu, zastępowana przez funkcję kontrolera, skoncentrowaną znacznie bardziej na kontroli kosztów i wykonaniu budżetów. W wielu przedsiębiorstwach funkcja głównego księgowego zdegradowana została do prowadzenia jedynie rachunkowości statutowej, wynikającej z przepisów prawa, podczas gdy rachunkowość zarządcza oraz raportowanie konsolidacyjne spółki, będącej częścią grupy kapitałowej, prowadzone są przez kontrolera oraz w krajach nierozwiniętych przez dyrektora finansowego.
Stanowisko głównego księgowego istnieje również w jednostkach sektora finansów publicznych.